# Passalidius
Passalidius is een geslacht van kevers uit de familie van de loopkevers (Carabidae). De wetenschappelijke naam van het geslacht is voor het eerst geldig gepubliceerd in 1863 door Chaudoir.

## Soorten
Het geslacht Passalidius is monotypisch en omvat slechts de volgende soort:
- Passalidius fortipes (Boheman, 1860)